# Citroën Lacoste

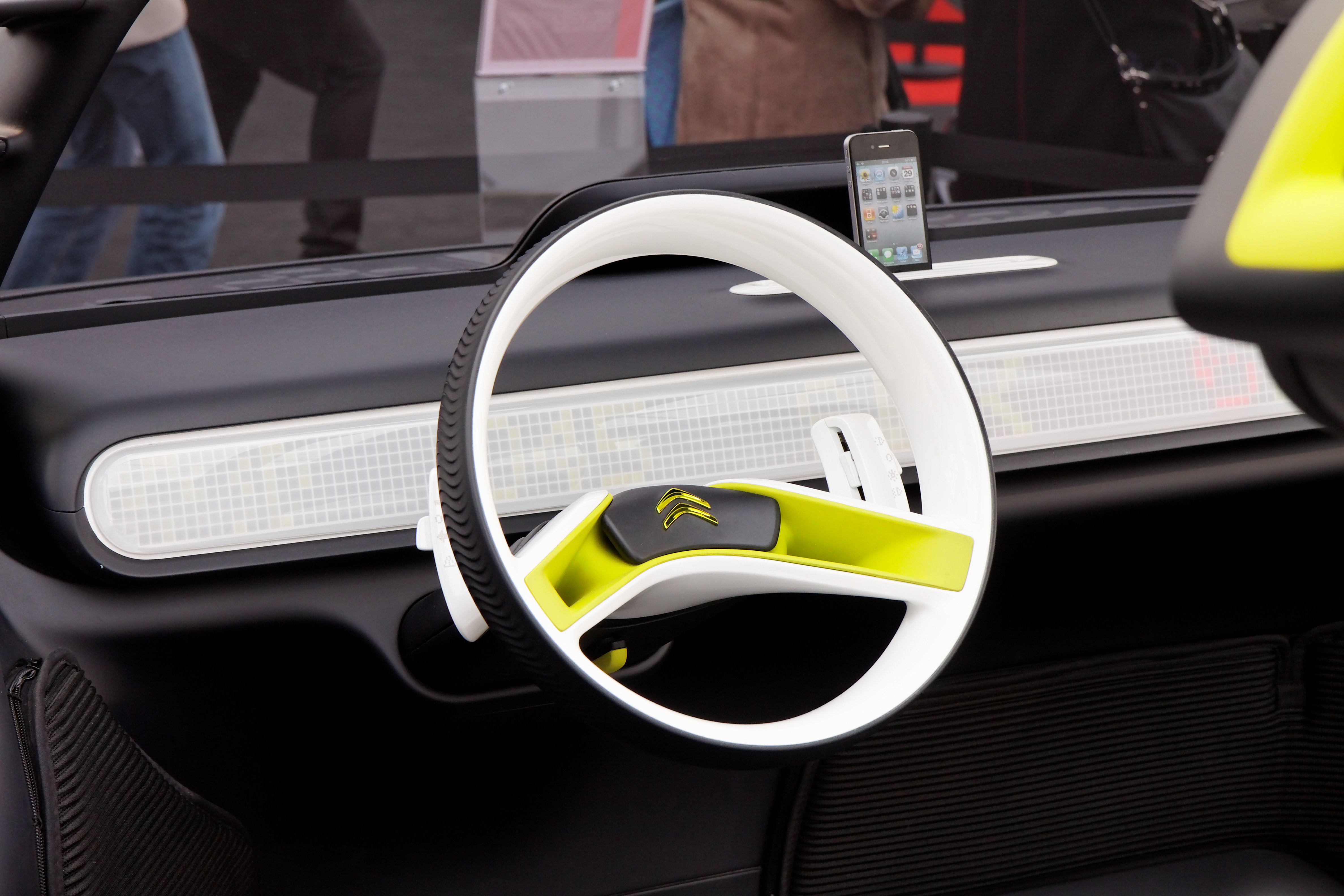
Armaturenbrett

Der Lacoste war ein Konzeptfahrzeug, das Citroën 2010 auf dem Pariser Auto-Salon präsentierte. Es handelte sich dabei um ein SUV auf Basis des Citroën C1. Der Lacoste entstand in Zusammenarbeit von Citroën und der Modefirma Lacoste.
Mit dem Lacoste verband Citroën Erfahrungen aus den früheren Konzeptfahrzeugen Citroën C-Buggy und Citroën C-Cactus, um künftig ein realisierbares Nachfolgemodell für den Citroën Méhari produzieren zu können.
Ein wichtiges Entwicklungsziel war eine kostengünstige Produktion und daher eine Beschränkung auf das Wesentliche. Neben den nicht vorhandenen Türen verfügte der Lacoste über ein aufblasbares Dach, das in der Mitte der Dachreling installiert war. Der aus dem Citroën C1 stammende 1,0-Liter-Dreizylinder-Ottomotor samt automatisiertem Schaltgetriebe wurde auf der Vorderseite auf einem rohrförmigen Rahmen angeordnet. Die Motorhaube wurde aerodynamisch optimiert für einen niedrigen Luftwiderstand. Wie beim Méhari konnte die Windschutzscheibe umgeklappt werden.
Im Innenraum konnte die Rückbank zur Lagerung von Gepäck oder Sportgeräten einfach flach in den Kofferraum abgeklappt werden. Die Dachreling bot die Möglichkeit, Skier, ein Surfbrett oder ein Fahrrad fest zu montieren. Zudem gab es diverse Verstauungsmöglichkeiten, so etwa unter dem Armaturenbrett oder in den zwei Banksitzen, die mit verschiebbaren und verschließbaren Abdeckkappen in der Farbe der Fahrzeugpolster ausgestattet waren. Die Sitze selbst waren in weißer Baumwolle genäht, mit einem engen Gewebe, dass einem Poloshirt ähnelte. 
Für neue Sparsamkeit und Beschränkung auf das Notwendigste stand das 2-Speichen-Lenkrad mit integrierten Bedienhebeln sowie der auf dem Armaturenbrett befestigte „Faszie-Streifen“; dieser zeigte in Form von Icons mit übergroßen Pixeln Informationen wie Fahrgeschwindigkeit, Richtungsanzeiger, Kontrollleuchten etc.
Zudem konnte das Lenkrad mit einem Hebel nach oben gegen das Armaturenbrett eingeklappt werden, um den Zugang von Passagieren zu optimieren. Die Front- und Heckleuchten waren fast unsichtbar, erst wenn sie beleuchtet wurden, konnte der volle Umfang wahrgenommen werden. Die Erfahrungen des Projekts Citroën Lacoste mündeten in den weiteren Konzeptfahrzeugen Citroën Cactus und Citroën Cactus M.

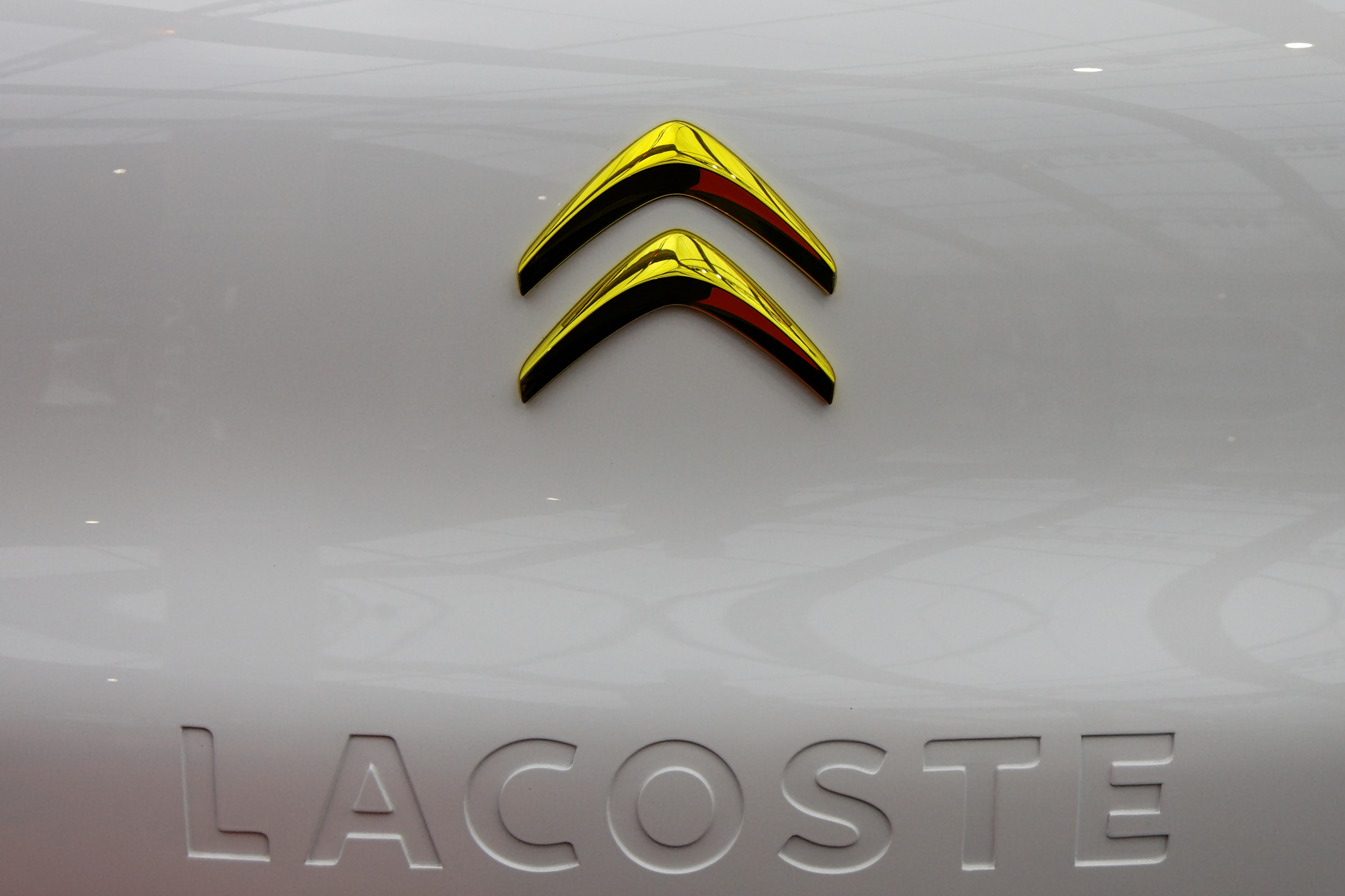
Emblem